# Sjlisselburg
Sjlisselburg (Russisch: Шлиссельбург, Duits: Schlüsselburg) is een Russische stad in de oblast Leningrad. Ze ligt aan het Ladogameer, op het punt waar de Neva begint, ongeveer 45 kilometer ten oosten van Sint-Petersburg. Het inwonersaantal bedraagt ongeveer 12.400. De stad in ruime zin bestaat uit een fort en de feitelijke stad op het vasteland. Zowel het fort als het centrum van de stad staan op de Werelderfgoedlijst van de UNESCO.

## Het Fort Oresjek
De geschiedenis van Sjlisselburg gaat terug tot 1323. In dat jaar bouwde de republiek Novgorod er het fort Oresjek. Het was een strategische plek om zowel de Oostzee als het achterland te bewaken. Op 12 augustus 1323 werd er ook, na een aantal oorlogen tussen Zweden en Novgorod, het Verdrag van Nöteborg gesloten. In 1352 werd het fort in steen herbouwd. Resten van de muren werden in 1969 ontdekt. Deze zijn nu te bezichtigen.
In 1611 kwam het fort weer in Zweedse handen, waarna het bijna een eeuw opnieuw als Nöteborg "Notenfort" (Fins: Pähkinälinna) op de kaart stond. Het blokkeerde de Russische toegang tot het westen. Het was een sterk fort, met hoge muren en zes grote witte torens. Een klein garnizoen bemande het fort; de 450 Zweden beschikten wel over ruim 140 kanonnen. In het najaar van 1702 omsingelden Russische troepen het fort. Met zware kanonnen die op zo'n 300 meter van het fort op de zuidelijke oever van de Neva stonden opgesteld, werd het fort beschoten. Na drie dagen stuurde de vrouw van de Zweedse commandant een verzoek naar Peter de Grote om de vrouwen te laten gaan. Peter antwoordde positief, maar alleen als de vrouwen hun mannen meenamen. Dit aanbod werd door de Zweden afgeslagen. Na 10 dagen van zware beschietingen viel het fort. De Russische naam werd Sjlisselburg, een transcriptie van het Duitse Schlüsselburg. Peter richtte zich sterk op het Westen, vandaar dat hij een Duitse naam gebruikte.
Voor de Zweden was de val van het fort een zware slag, de weg naar de Karelische Landengte lag open. In het voorjaar van 1703 trok een Russisch leger van 20.000 man langs de noordoever van de Neva westwaarts. Peter de Grote volgde over het water. In mei bereikte het leger de monding van de Neva in de Finse Golf. Peter de Grote was zich bewust dat Zweden in de tegenaanval zou gaan. Hij gaf direct opdracht om de Petrus- en Paulusvesting te bouwen, die nu centraal in Sint-Petersburg ligt. De Zweden poogden het gebied te heroveren, maar alle aanvallen werden afgeslagen.
Lange tijd heeft het fort dienstgedaan als gevangenis. Enkele beroemde namen van gevangenen zijn: Aleksandr Oeljanov (de broer van Lenin), Michail Bakoenin en de Poolse vrijheidsstrijder Walerian Łukasiński. Tsaar Ivan VI werd er op 16 juli 1764 vermoord.
Tegenwoordig doet het fort dienst als museum.

## De stad
De stad op het vasteland is veel jonger dan het fort; ze werd in 1702 door Peter de Grote gesticht en kreeg in 1780 stadstatus. Er zijn maar weinig historische gebouwen over uit die tijd. Gedurende de Tweede Wereldoorlog hadden de Duitsers Sjlisselburg in handen. In 1943 werd de stad heroverd door de Sovjets. In 1944 kreeg zij de Russische naam Petrokrepost (Петрокрепость, Fort van Peter). Na het uiteenvallen van de Sovjet-Unie kreeg Sjlisselburg in 1992 zijn oude naam weer terug.

## Economie en vervoer
In de stad liggen diverse scheepswerven. Voor het transport is de plaats aangewezen op een spoorwegstation op de noordoever van de Neva. De federale autoweg R-21 ligt een paar kilometer ten zuiden van het centrum. Deze weg begint bij Sint-Petersburg en gaat helemaal naar het hoge noorden van het schiereiland Kola om bij Moermansk te eindigen. De Neva en het Ladogameer zijn voor het scheepvaartverkeer toegankelijk. Tussen het stadscentrum en het Ladogameer zijn nog twee openingen te zien voor het oude en nieuwe Ladogakanaal. De opdracht voor de aanleg van het oude Ladogakanaal werd in 1718 gegeven door Peter de Grote.

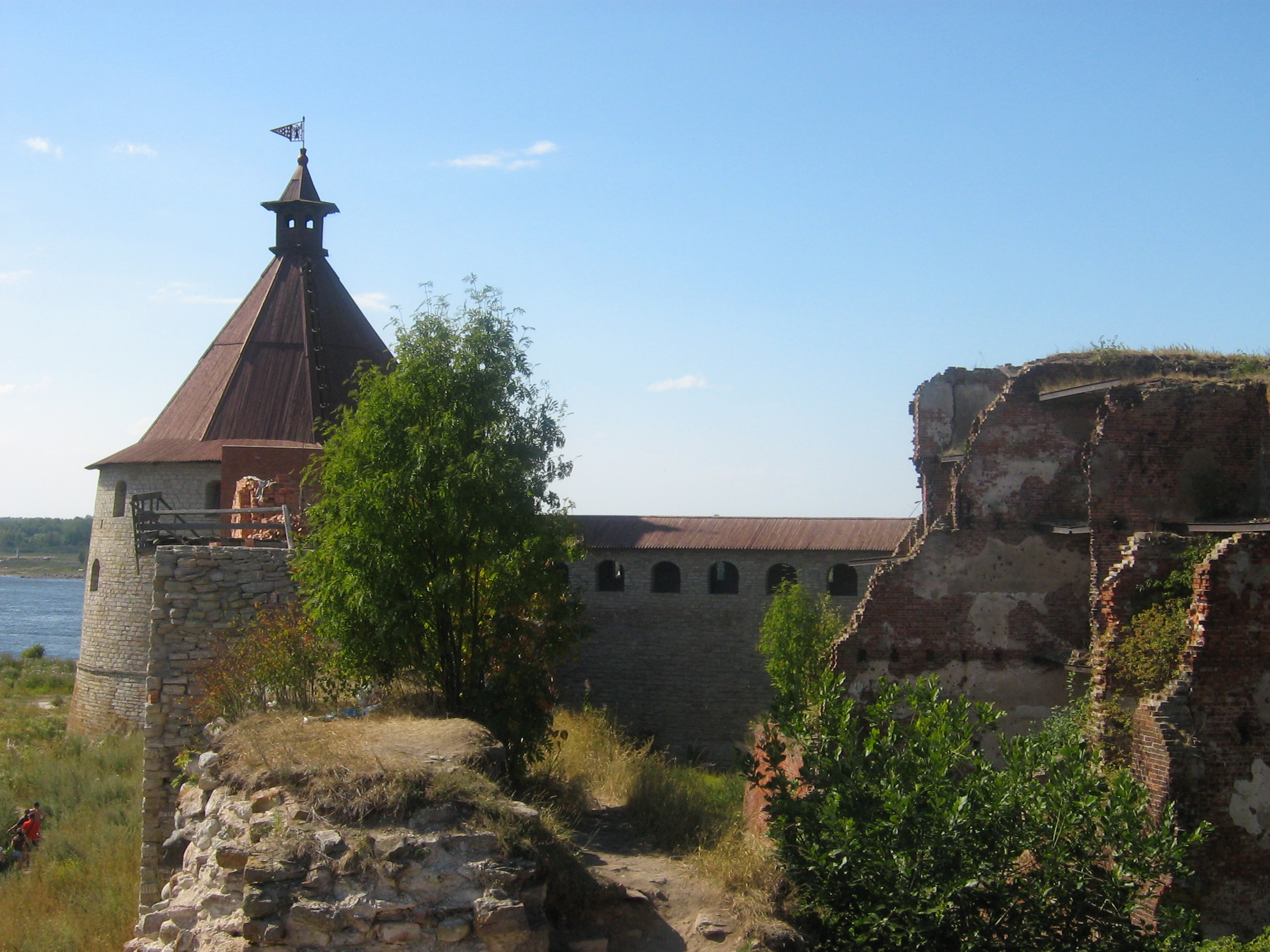
Hoektoren van Fort Oresjek
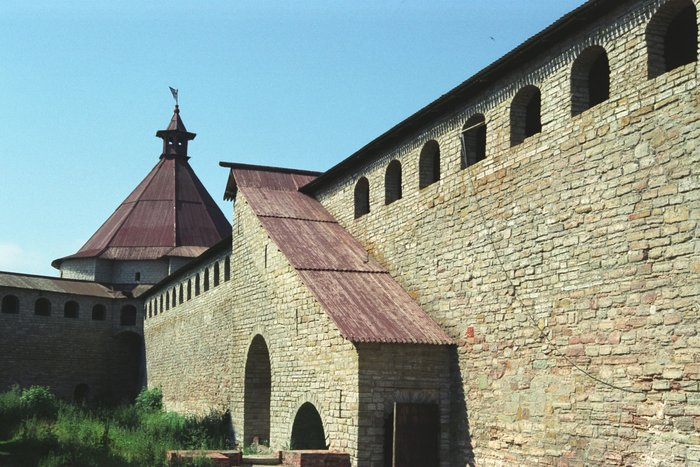
Binnenzijde fort
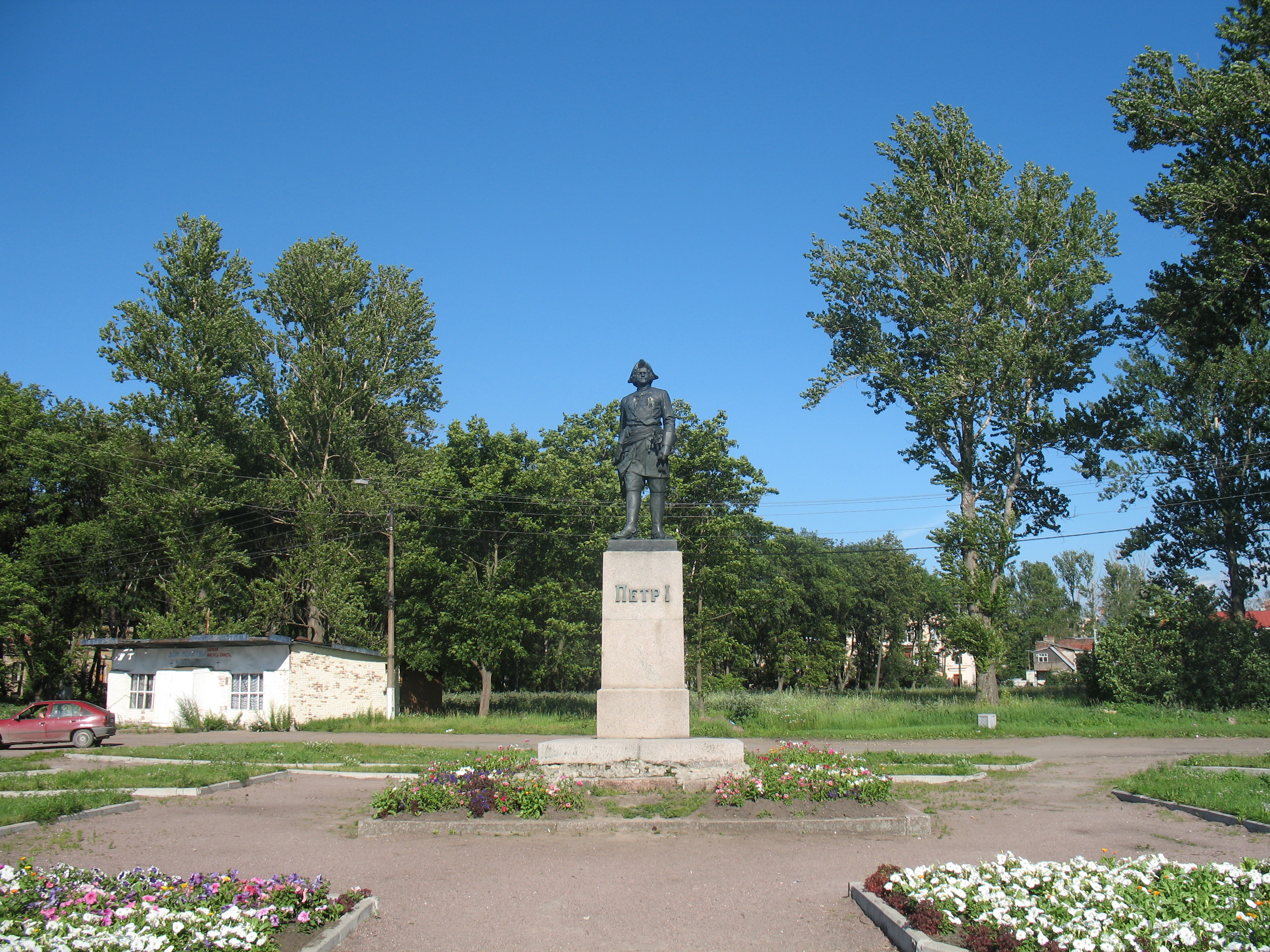
Standbeeld van Peter de Grote

Bestuurlijk centrum: Sint-Petersburg (geen onderdeel van de oblast)

Steden: Boksitogorsk · Gatsjina · Ivangorod · Kamennogorsk · Kingisepp · Kirisji · Kirovsk · Kommoenar · Ljoeban · Lodejnoje Pole · Loega · Nikolskoje · Novaja Ladoga · Otradnoje · Pikaljovo · Podporozje · Primorsk · Priozersk · Sertolovo · Sjasstroj · Sjlisselburg · Slantsy · Sosnovy Bor · Svetogorsk · Tichvin · Tosno · Volchov · Volosovo · Vsevolozjsk · Vyborg · Vysotsk

Stedelijke districten: Sosnovy Bor

Gemeentelijke districten: Boksitogorski · Gatsjinski · Kingiseppski · Kirisjski · Kirovski · Lodejnopolski · Loezjski · Lomonosovski · Podporozjski · Priozerski · Slantsevski · Tichvinski · Tosnenski · Volchovski · Volosovski · Vsevolozjski · Vyborgski
Dal van de Bikinrivier (met Centraal Sichote-Alingebergte) · Koerse Schoorwal · Ensemble van het Ferapontovklooster · Gouden bergen van Altaj · Hemelvaartskerk, Kolomenskoje · Historisch en architectonisch complex van het Kremlin van Kazan · Kizji Pogost · Baikalmeer · Citadel, oude stad en vestingwerken van Derbent · Historische monumenten van Novgorod en omgeving · Kremlin en Rode Plein, Moskou · Ensemble van het Novodevitsjiklooster · Historisch centrum van Sint-Petersburg en bijbehorende groepen van monumenten · Cultureel en historisch ensemble van de Solovetski-eilanden · Geodetische boog van Struve · Architectonisch ensemble van de Triniti Sergius Lavra in Sergiev Posad · Uvs Nuurbekken · Maagdelijke wouden van Komi · Vulkanen van Kamtsjatka · Westelijke Kaukasus · Witte monumenten van Vladimir en Soezdal · Natuurlijk systeem van het Wrangel-eilandreservaat · Historisch centrum van de stad Jaroslav · Historisch en archeologisch complex van Bolgar · Landschappen van Daurië · Hemelvaartkathedraal en -klooster van het dorpseiland Svijasjk · Kerken van de architectuurschool van Pskov · Petrogliefen van het Onegameer en de Witte Zee · Cultureel landschap van het Kenozeromeer